# Arthur O. Bauer
Arthur Ottomar Bauer (* 6. Juli 1942 in den Niederlanden; † 5. Februar 2025) war ein niederländischer Technikhistoriker, Autor und Funkamateur (Rufzeichen: PAØAOB). Er befasste sich mit der Geschichte der Funk- und Radartechnik, insbesondere den Entwicklungen vor und während des Zweiten Weltkriegs.

## Funkpeilung als alliierte Waffe
Zu seinen bedeutendsten Schriften zählt sein 1997 im Selbstverlag erschienenes Buch Funkpeilung als alliierte Waffe gegen deutsche U‑Boote 1939–1945. Wie Schwächen und Versäumnisse bei der Funkführung der U‑Boote zum Ausgang der „Schlacht im Atlantik“ beigetragen haben. Darin untersuchte und beschrieb er die hochfrequenztechnischen Entwicklungen auf beiden Seiten der damaligen Kriegsgegner und ihre gegenseitige Beeinflussung. Neben technischen Aspekten, die er besonders intensiv betrachtete, galt sein Interesse auch den geschichtlichen Zusammenhängen und dem Einfluss der Geräteentwicklungen auf den Kriegsverlauf.
Darüber hinaus befasste er sich auch mit der Geschichte, der Funktion und dem geschichtlichen Einfluss von Chiffriermaschinen. Ein besonderer Fokus lag auf der geschichtlichen Entwicklung der Enigma-Maschine. Hier spannte er den Bogen von den Anfängen der Enigma im Jahr 1918 über die Enigma I der Wehrmacht bis hin zum Schlüssel M Form M4 der Kriegsmarine im Jahr 1942. Auch das gegen Kriegsende eingesetzte und wenig bekannte Kurzsignalverfahren Kurier wird in seinem Buch vorgestellt und dort in einem Gastbeitrag vom britischen Kryptologen und Marinehistoriker Ralph Erskine ergänzend bewertet.

## CDVandT
Zu allen genannten Themen stellte Arthur Bauer auf der von ihm betriebenen Website CDVandT.org (CDV&T) eine Fülle historischer Original-Dokumente und Veröffentlichungen zum freien Herunterladen zur Verfügung.
Die Abkürzung steht für niederländisch Stichting Centrum voor Duitse Verbindingen en aanverwante Technologieën (Stg. C.D.V.&T.), zu Deutsch Stiftung „Zentrum für deutsche Verbindungen und verwandte Technologien“. Diese nicht gewinnorientierte Organisation besteht seit dem 7. Dezember 1994 und hat sich zum Ziel gesetzt, die mitteleuropäische Wissenschafts- und Technikgeschichte, speziell der deutschsprachigen Länder, in der Zeit vor 1960 zu bewahren.

## Tod
Arthur O. Bauer starb plötzlich und unerwartet am 5. Februar 2025. Er hinterließ seine Frau Karin und eine umfangreiche Sammlung von Exponaten, historischen Artefakten und authentischen Dokumenten, die fortan durch den Trust seines Museums betreut werden.

## Schriften (Auswahl)
- Deckname „Würzburg“ – Ein Beitrag zur Erhellung der Geschichte des geheimnisumwitterten deutschen Radargeräts 1937–1945. Verlag Historischer Technikerliteratur, Herten 1966. PDF; 6,8 MB.
- Funkpeilung als alliierte Waffe gegen deutsche U‑Boote 1939–1945. Wie Schwächen und Versäumnisse bei der Funkführung der U‑Boote zum Ausgang der „Schlacht im Atlantik“ beigetragen haben. Arthur O. Bauer Selbstverlag, Diemen, Niederlande 1997, ISBN 3-00-002142-6.
- Aspects of the German Naval Communications Research Establishment. PDF; 530 kB.
- HF/DF – An Allied Weapon against German U‑Boats 1939–1945. PDF; 320 kB.
- Naxos – The History of a German Mobile Radar Direction Finder 1943–1945. Centre for German Communication and related technology 2004, PDF; 670 kB.
- Some Aspects of Precision Time Measurements, Controlled by Means of Piezo-Electric Vibrators, as Developed in Germany Prior to 1950. In: Transactions of the Newcomen Society, 75:1, 2005, S. 119–138, doi:10.1179/tns.2005.006.